# Pere Artís i Benach
Pere Artís i Benach (Llorenç del Penedès, Baix Penedès 1940 - Barcelona, 30 de gener de 2017) fou un historiador català, especialitzat en l'àmbit del món coral català. Va ser cantaire de l'Orfeó Català, entitat de la qual també en fou secretari executiu. També va exercir d'assessor cultural del Palau de la Música Catalana; directiu del Secretariat dels Orfeons de Catalunya, de la Federació Catalana d'Entitats Corals, de la Fundació Pau Casals i de l'Escola de Pedagogia Musical.
Fou també un dels fundadors de la nova etapa de la Revista Musical Catalana, va col·laborar i dirigir la revista Catalunya Música i va ser una de les ànimes del Centre Cultural de Llorenç del Penedès. El 2003 va rebre el Premi d'Actuació Cívica de la Fundació Lluís Carulla. És enterrat al seu poble natal.

## Obres
- El cant coral a Catalunya (1981-1979) (1980)
- Lluís Millet vist per Lluís Millet (1983)
- Notes amb accent (1994)
- Pedres vives (1998)
- L'Orfeó Català: llibre del Centenari